# Hjernestamme
Hjernestammen (Latin: truncus encephali ) forbinder stor- og lillehjernen (cerebrum og cerebellum) med rygmarven (Latin: medulla spinalis) og består af: den forlængede rygmarv (medulla oblongata), hjernebroen (pons), midthjernen (mesencephalon). Nogle inkluderer tillige diencephalon (mellemhjernen) i hjernestammen.
Foruden forbindelserne indeholder hjernestammen mange forskellige kranienervekerner som er ansamlinger af nerveceller.
Hjernestammen indeholder centralnervesystemets livsnødvendige funktioner (kredsløbsregulation, regulation af vejrtrækning etc), og stort set alle baner, der har forbindelse til og fra periferien, passerer hjernestammen.
Hjernestammen er en del af CNS.

### Online atlas
Online atlas med aksiale snit af den menneskelige hjerne:
- Atlas of the Human Brain Stem, Michigan State University.
- Atlas of the Brain Stem Arkiveret 13. marts 2007 hos  Wayback Machine, Rand S. Swenson, Dartmouth Medical School.
- Brainstem of Rhesus in Sitting Posture, Washington RPRC, Washington Universitet.